# Вја Џон Фицџералд Кенеди (Мачерата)
Вја Џон Фицџералд  Кенеди је насеље у Италији у округу Мачерата, региону Марке.
Према процени из 2011. у насељу је живело 53 становника. Насеље се налази на надморској висини од 319 м.